# Аселедченко, Александр Анатольевич
Александр Анатольевич Аселедченко (род. 18 октября 1973) — российский легкоатлет, специалист по тройным прыжкам. Выступал за сборную России по лёгкой атлетике в середине 1990-х — начале 2000-х годов, бронзовый призёр чемпионата мира в помещении, победитель и призёр первенств национального значения. Представлял Ставропольский край. Мастер спорта России международного класса.

## Биография
Александр Аселедченко родился 18 октября 1973 года. Занимался лёгкой атлетикой в Ставропольском крае.
Активно выступал на различных всероссийских соревнованиях начиная с 1994 года.
Впервые заявил о себе на международном уровне в сезоне 1996 года, когда вошёл в состав российской национальной сборной и выступил на чемпионате Европы в помещении в Стокгольме, где стал в программе тройного прыжка четвёртым.
В 1997 году в тройных прыжках одержал победу на зимнем чемпионате России в Волгограде. Побывал на чемпионате мира в помещении в Париже, откуда привёз награду бронзового достоинства — с личным рекордом в 17,22 метра уступил здесь только кубинцам Йоэлю Гарсии и Альесеру Уррутии. Позже взял бронзу на летнем чемпионате России в Туле, при этом установил свой личный рекорд в тройном прыжке на открытом стадионе — 17,29 метра.
В 2002 году стал серебряным призёром на зимнем чемпионате России в Волгограде, выступил на чемпионате Европы в помещении в Вене.
Оставался действующим спортсменом вплоть до 2004 года, но в последнее время уже не показывал сколько-нибудь значимых результатов на международной арене.
За выдающиеся спортивные достижения удостоен почётного звания «Мастер спорта России международного класса».